# Hernando Moyano
Hernando Moyano (Cajicá, Cundinamarca, Colombia; 7 de octubre de 1929-Bogotá, Cundinamarca, Colombia; 23 de enero de 1998), fue un futbolista colombiano conocido como el Tigre que se desempeñó como defensa y como volante, y jugó en Independiente Santa Fe y Millonarios, equipos con los que se consagró campeón del Fútbol Profesional Colombiano en 1948, y 1959 y 1961 respectivamente. Además hizo parte de la Selección Colombia, con la que jugó en las eliminatorias a la Copa Mundial de fútbol de 1958. En su honor, el estadio de su natal Cajicá se llama Estadio Hernando Tigre Moyano.

## Trayectoria

### Inicios
Nacido en el municipio de Cajicá, departamento de Cundinamarca, en la región andina de Colombia, Hernando Tigre Moyano jugó al fútbol desde pequeño, y cuándo tiempo después fue a Bogotá, capital de Colombia, pasó a jugar en el equipo juvenil de Independiente Santa Fe.

### Independiente Santa Fe
En el año 1948, se dio inicio al Fútbol Profesional Colombiano, luego de la fundación de la División Mayor del Fútbol Colombiano (Dimayor), organismo del cual Santa Fe es socio fundador; y así se organizó el Campeonato Colombiano. En ese mismo año, el jugador cajiqueño debutó como profesional, y jugó en algunos partidos del equipo cardenal, que al final del año, y después de haber hecho una gran campaña, se coronó como el primer campeón del Fútbol Profesional Colombiano, con una nómina con grandes jugadores como Hermenegildo Germán Antón, Julio "Chonto" Gaviria, Rafael Humberto "Canoíta" Prieto, Jesús María Lires López, Antonio Julio de la Hoz y José Kaor Dokú entre otros, que junto al Tigre destacaron, y entraron en la historia de Independiente Santa Fe y del fútbol en Colombia. Un año después, en 1949, el cajiqueño dejó el club, y regresó en 1951. En su segunda etapa en el equipo cardenal, fue un jugador destacado, y compartió con grandes jugadores de la talla de Héctor "Pibe" Rial, René Pontoni y Charles Mitten, además de Ángel Perucca, Carlos Arango y Hernando Reyes, además de los ya mencionados Hermenegildo Germán Antón y José Kaor Dokú, hasta 1954, año en el que dejó al club luego de haber sido campeón y haberse destacado.

### Millonarios
Después de haber sido campeón y haber destacado con Independiente Santa Fe, en 1954 el jugador oriundo de Cajicá, pasó a jugar a Millonarios, el otro equipo grande de la ciudad de Bogotá, con el que jugó por varios años, y se destacó por sus condiciones técnicas, y con el que jugó en varios partidos. Con el conjunto embajador fue 2 veces campeón del Fútbol Profesional Colombiano, en 1959 y 1961, bajo la dirección del antioqueño Gabriel "El Médico" Ochoa Uribe, al lado de grandes jugadores de la talla de Delio "Maravilla" Gamboa, Carlos Arango, y Marino Klinger. Después de haber conseguido el tercer título de su carrera profesional, en el año 1961, el cajiqueño se retiró del fútbol profesional luego de una exitosa trayectoria.

### Selección Colombia
El jugador cajiqueño fue convocado para a la Selección Colombia gracias a sus grandes actuaciones con la camiseta albiazul de Millonarios, y jugó en las eliminatorias a la Copa Mundial de fútbol de 1958.

### Muerte
Hernando Tigre Moyano murió en la ciudad de Bogotá, la capital de Colombia el 23 de enero del año 1998, y en su honor, el estadio de su natal Cajicá se llama Estadio Hernando Tigre Moyano.

## Clubes
| Club                        | País     | Año              |
| --------------------------- | -------- | ---------------- |
| Club Independiente Santa Fe | Colombia | 1948 y 1951-1954 |
| Millonarios                 | Colombia | 1954-1961        |

## Selecciones nacionales
| Selección          | Torneo                           | Año  |
| ------------------ | -------------------------------- | ---- |
| Selección Colombia | Eliminatorias al Mundial de 1958 | 1957 |

## Palmarés

### Campeonatos nacionales
| Título           | Club        | País     | Año  |
| ---------------- | ----------- | -------- | ---- |
| Primera División | Santa Fe    | Colombia | 1948 |
| Primera División | Millonarios | Colombia | 1959 |
| Primera División | Millonarios | Colombia | 1961 |